# Kostel Panny Marie Loretánské (Paříž)
Kostel Panny Marie Loretánské (fr. Église Notre-Dame-de-Lorette) je katolický farní kostel v 9. obvodu v Paříži. Nachází se mezi ulicemi Rue de Châteaudun, Rue Saint-Lazare, Rue Fléchier a Rue Bourdaloue.

## Historie
V 1. polovině 19. století rostl počet obyvatel v této čtvrti, která se nacházela za tehdejšími městskými hradbami, a stavba nového kostela byla žádoucí. Původní kaple Notre-Dame-de-Lorette v ulici Rue Lamartine byla zbořena za Velké francouzské revoluce a kult byl nově přenesen do kaple Saint-Jean-de-Porte-Latine,která stála na dnešní křižovatce s ulicí Rue de Chateaudun. V roce 1821 bylo rozhodnuto postavit nový kostel. Jeho výstavba začala v roce 1823 za vlády Ludvíka XVIII. a skončila roku 1836 za vlády Ludvíka Filipa.
V roce 1984 byl kostel zapsán mezi historické památky.

## Architektura
Architekt Louis-Hippolyte Lebas (1782–1867) navrhl kostel postavený na pilotách kvůli nestabilnímu podloží. Původně měl kostel směřovat na sever, ale kvůli výstavbě ulice Rue Laffitte byla celá stavba otočena průčelím na jih směrem k Paříži. Kostel byl postaven v tehdy módním neoklasicistním stylu. Půdorys má formu klasické baziliky bez viditelného vnějšího transeptu. Průčelí tvoří portikus s korintskými sloupy. Je zakončen frontonem se šesti anděli a Madonou, který vytvořil sochař Charles-François Lebœuf (1792–1865). Na frontonu jsou sochy představující tři teologické ctnosti: uprostřed Láska se dvěma dětmi (autor Charles-René Laitié, 1792–1862), Naděje s kotvou (Philippe Joseph Henri Lemaire, 1798–1880) a Víra s kalichem a hostií (Denis Foyatier, 1793–1863). Deviza Liberté, égalité, fraternité nad hlavním portálem pochází z roku 1902.

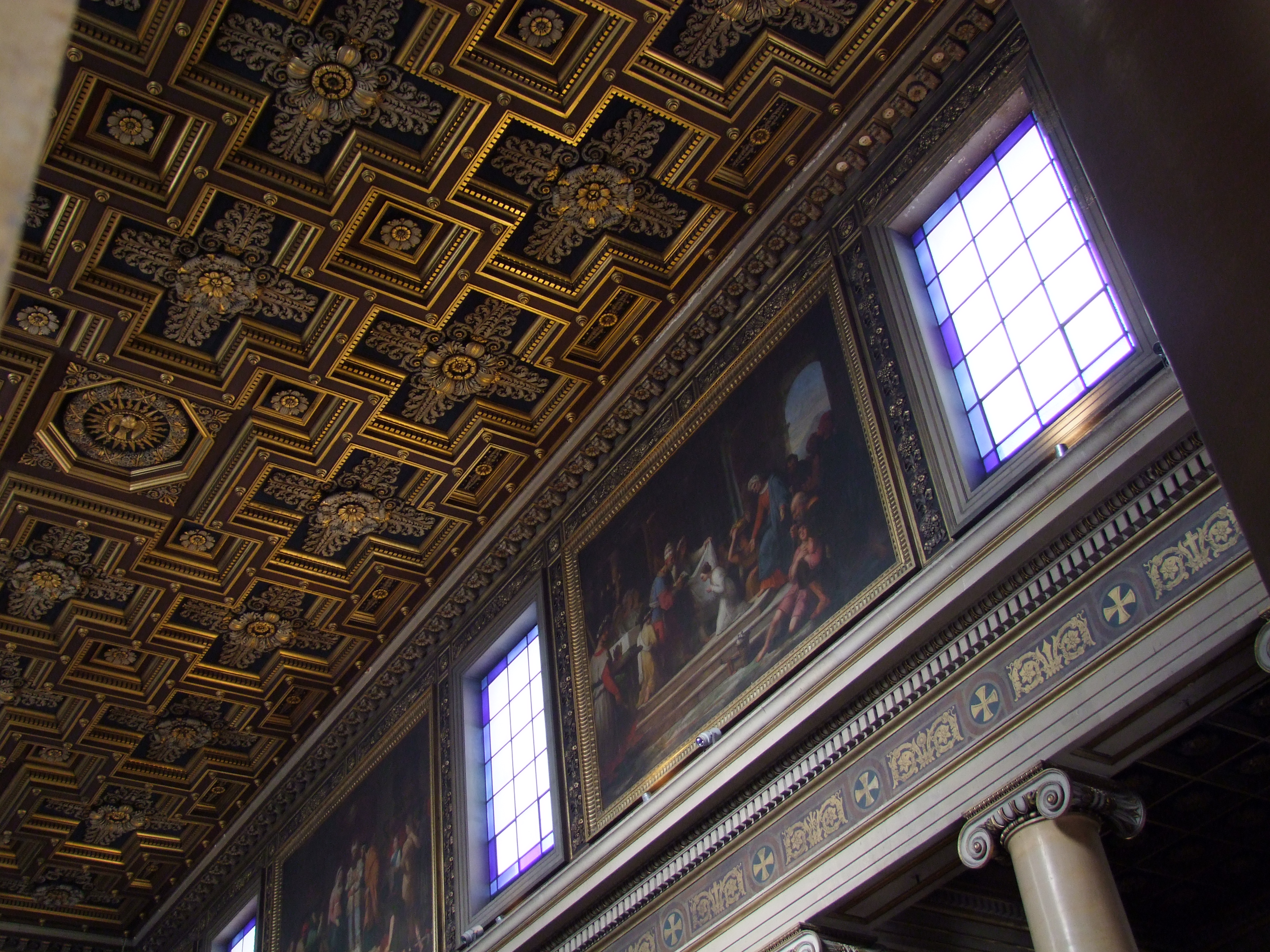
Interiér lodi

Interiér kostela Panny Marie Loretánské patří k nejbarevnějším v Paříži. Ve své době byl považován za velmi moderní se svým plynovým osvětlením a zdmi zcela pokrytými malbami. Čtyři kaple podél lodi odpovídají čtyřem svátostem významným v životě každého křesťana: kaple křtu vpravo při vstupu, kaple eucharistie na severovýchodu, kaple manželství na severozápadu a kaple svátosti nemocných na jihozápadě. V horní části lodi se nachází obrazový cyklus ze života Panny Marie. Většina výjevů je doplněna apokryfy. Jediná vitráž v kostele se nachází v oratoři na severozápadní straně. Zobrazuje Nanebevzetí Panny Marie. Pod hlavním oltářem se nachází tapiserie z manufacture des Gobelins.